# Springfield (Louisiana)
Springfield è un comune degli Stati Uniti d'America, situato nello Stato della Louisiana, in particolare nella parrocchia di Livingston.